# Kompani Svan
Kompani Svan är ett svenskt tävlingsprogram som hade premiär den 3 oktober 2022 på Kanal 5 och Discovery+. Programmet leds av Gunde Svan och Mikael Tornving, med hjälp av befäl från Försvarsmakten. I programmet tävlar en grupp kändisar i ett format baserat på Celebrity Taskforce, som producerades för första gången i Norge under namnet Kompani Lauritzen. TV-formatet ägs av produktionsbolaget Seefood TV.
Säsong 2 hade premiär den 11 september 2023.
Säsong 3 har premiär den 2 september 2024.

## Upplägg
I programmet genomgår tolv svenska kändisar ett fysiskt och mentalt boot camp (en militär grundutbildning). Utbildningen är uppdelad i tre delar, där de första fyra avsnitten består av en rekrytperiod, de sex senare av en aspirantperiod och slutligen de två sista av slutövningen. Deltagarna tävlar både individuellt och i grupp där de får poäng utifrån hur de presterar i tester och på tävlingar. De två deltagarna med minst poäng vid rekrytperiodens slut får göra upp i Kompanikampen där förloraren får lämna kompaniet.

## Deltagare

### Säsong 1
| Kändis           | Yrke                           | Placering |
| ---------------- | ------------------------------ | --------- |
| Lulu Carter      | Inredare och TV-profil         |           |
| Victoria Eklund  | TV-profil                      |           |
| Anton Ewald      | Artist och låtskrivare         |           |
| Viktor Frisk     | Artist och bloggare            |           |
| Magnus Hedman    | F.d. fotbollsmålvakt           |           |
| Elisa Lindström  | Artist                         |           |
| Joy M'Batha      | Rappare                        |           |
| Doreen Månsson   | Journalist och programledare   |           |
| Daniel Paris     | Bloggare och föreläsare        |           |
| Josephine Qvist  | Influerare och poddare         |           |
| Agneta Sjödin    | Programledare och författare   |           |
| Harald Treutiger | Journalist och programledare   |           |
| Niclas Wahlgren  | Skådespelare och programledare | vinnare   |

### Säsong 2
| Kändis          | Yrke                        | Placering |
| --------------- | --------------------------- | --------- |
| Isabel Adrian   | TV-profil                   |           |
| Mikaela Laurén  | Före detta boxare           | 2         |
| Antonija Mandir | Youtube-profil              |           |
| Josefine Öqvist | Före detta fotbollsspelare  | 1         |
| Loui Sand       | Före detta handbollsspelare |           |
| Glenn Hysén     | Före detta fotbollsspelare  |           |
| Markus Granseth | Barnprogramledare           | 3         |
| Nemo Hedén      | Poddare                     | 2         |
| Dante Zia       | Kändiskock                  | 1         |
| Rickard Olsson  | Tv- och radioprogramledare. | 3         |

### Säsong 3
| Kändis           | Yrke                                  | Placering |
| ---------------- | ------------------------------------- | --------- |
| Renaida Braun    | Sångare                               | 2         |
| Julia Franzén    | TV-personlighet                       | 4         |
| Elin Härkönen    | Personlig tränare                     | 1         |
| Fredrik Hallgren | Skådespelare                          | 4         |
| Kennet Andersson | Före detta fotbollsspelare            | 2         |
| Jens Byggmark    | Före detta alpinskidåkaren            | 1         |
| Özz Nûjen        | Ståuppkomiker                         | 3         |
| Sebastian Tadros | Influencer och Youtube-profil         | 3         |
| Ann Wilson       | Före detta dansare och dansinstruktör | 5         |
| Alexandra Zazzi  | Kock                                  | 6         |